# Проміжне програмне забезпечення
Проміжне́ програ́мне забезпе́чення (скор. ППЗ; англ. middleware; також перекладається як підпрограмне забезпечення, зв'язувальне ПЗ, міжплатфо́рмне ПЗ) — в інформатиці, шар програмного забезпечення, що складається з агентів, які є посередниками між різними компонентами великого застосунка. Найчастіше проміжне ПЗ використовується в розподілених застосунках, причому агентів, що становлять цей шар, може бути кілька.
Термін middleware часто використовують для позначення інфраструктури: систем керування базами даних, вебсерверів, серверів застосунків, систем керування змістом, і тому подібних інструментів, які використовуються в процесі розробки й експлуатації застосунків. Проміжне програмне забезпечення складає ядро сучасних застосунків, заснованих на XML, SOAP, вебсервісах і сервісно-орієнтованій архітектурі. Впровадженням концепції ППЗ активно займається консорціум «Інтернет2».

## Приклад використання
Великі підприємства найчастіше використовують масу застосунків, придбаних і впроваджених у різний час різними фірмами. Наприклад, бізнес компанії Аерофлот залежить від близько 200 застосунків, серед яких є як покупні — наприклад, системи SAP для бухгалтерського обліку, система бронювання авіаквитків Sabre, каталог ресурсів Microsoft Active Directory тощо — так і «доморослі», написані власним ІТ-відділом компанії. Крім того, деякі із цих застосунків можуть бути застарілими й більше не підтримуватися розробниками. Для того щоб «зв'язати» ці різнорідні застосунки в єдину масштабовану систему, в 2006 році компанія BCC  разом з IBM впровадила в Аерофлоті так звану інтеграційну шину даних (англ. ESB) — шар міжплатформного ПЗ, заснований на WebSphere. Завдяки цьому, в Аерофлоті радикально зменшилася кількість і складність інтерфейсів, тому що тепер застосунки повинні спілкуватися тільки з ESB через стандартний адаптер. Таким чином, значно полегшена підтримка й подальша розробка складної бізнес-системи великої компанії.